# Distrito Escolar de Rosemead
El Distrito Escolar de Rosemead (Rosemead School District) es un distrito escolar de California. Tiene su sede en Rosemead. El distrito cubre la porción norte de Rosemead.

## Escuelas
Escuelas medias:
- Muscatel Middle School

Escuelas primarias:
- Encinita School
- Mildred B. Janson School
- Savannah School
- Emma W. Shuey School